# Westmount Square
 (avril 2022).
Si vous disposez d'ouvrages ou d'articles de référence ou si vous connaissez des sites web de qualité traitant du thème abordé ici, merci de compléter l'article en donnant les références utiles à sa vérifiabilité et en les liant à la section « Notes et références ».

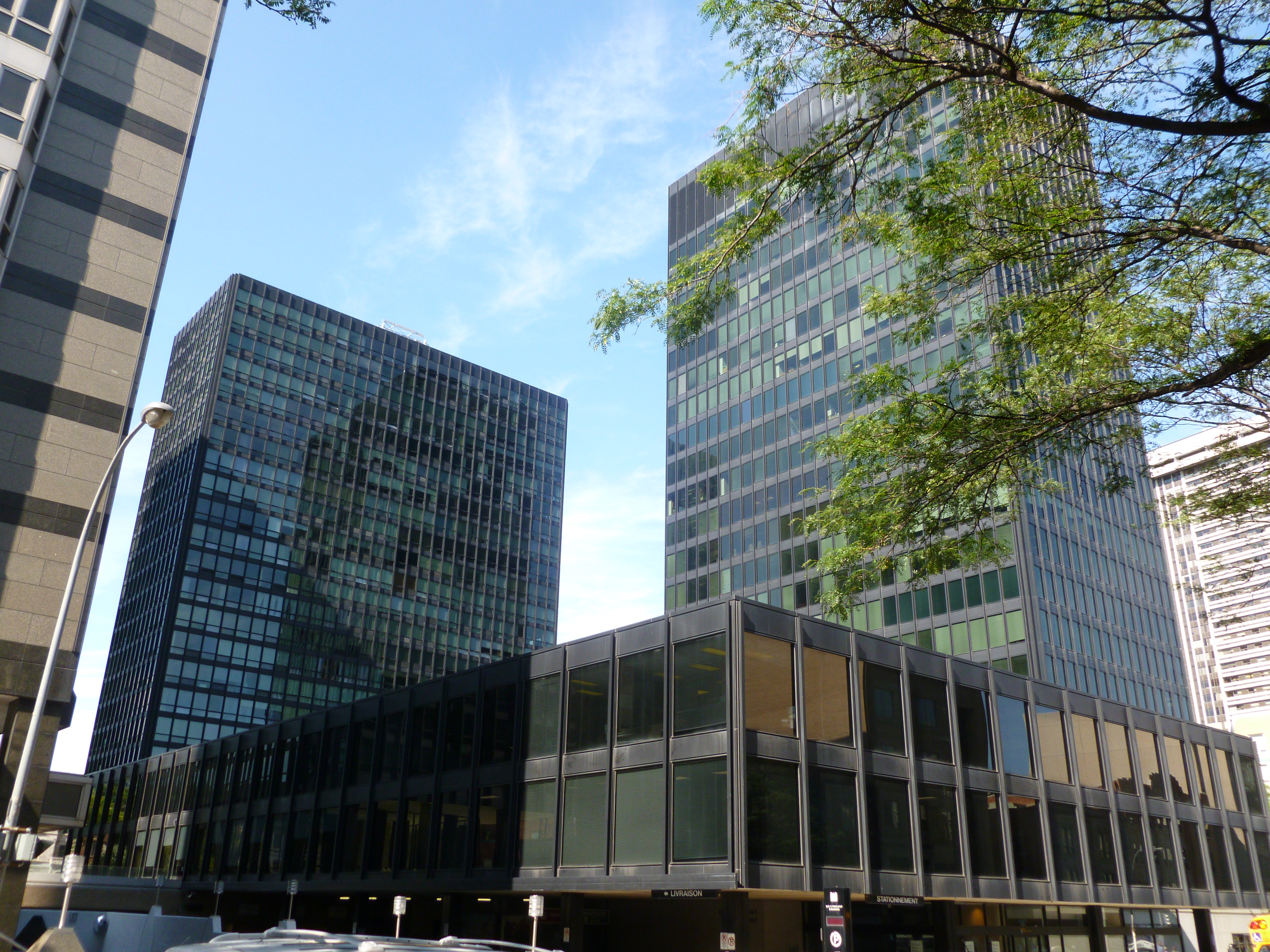
Tours du Carré Westmount

Le Carré Westmount (Westmount Square en anglais) est un important complexe immobilier de l'architecte Ludwig Mies van der Rohe situé à Westmount sur l'Île de Montréal. Il comprend deux tours d'habitation et une tour à bureaux de 20 étages et 83 mètres de haut chacune recouvrant un centre commercial logeant au rez-de-chaussée trente cinq boutiques exclusives. Il a été érigé à partir de 1964 et est ouvert depuis le 13 décembre 1967.

## Description

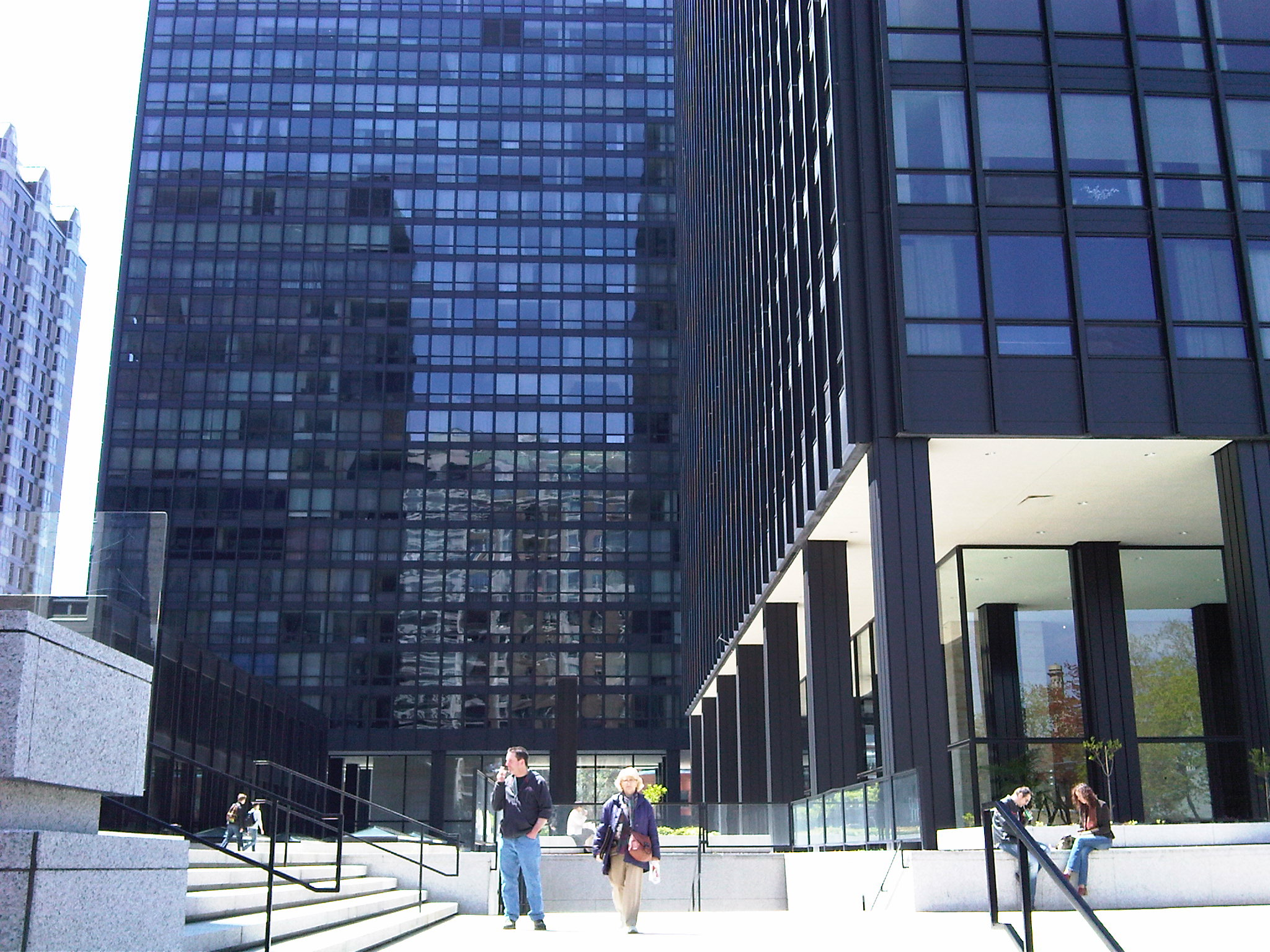
Carré Westmount, au niveau de la rue

Il s'agit d'un imposant ensemble d'immeubles de grande hauteur en aluminium anodisé noir et verre fumé conçu dans le style International, inspiré des immeubles 860 et 880 Lake Shore Drive à Chicago. 
Il est situé à Westmount entre les rues Sainte-Catherine et Wood, l'avenue Greene et le boulevard de Maisonneuve. Un passage souterrain relie le Carré Westmount à la station de métro Atwater et à la Place Alexis Nihon. 
L’entrée de la galerie des boutiques Carré Westmount, sur l'avenue Greene, est décorée d’une sculpture, The Chorus, œuvre de Sylvia Lefkovitz.